# Berner Skulpturenfund

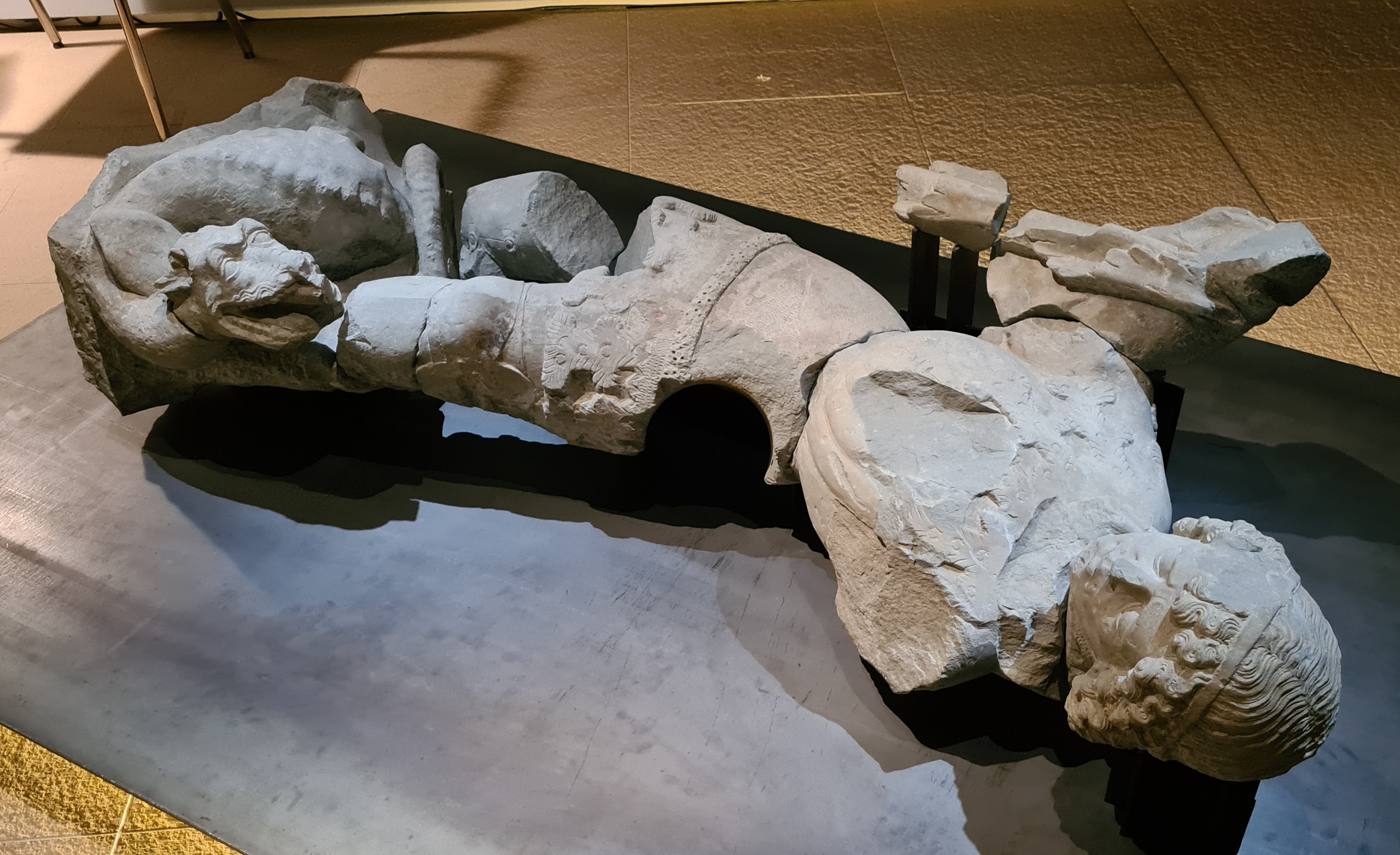
Heiliger Georg (um 1430), mit Bohrloch der Kernbohrung

Der Berner Skulpturenfund wurde 1986 in der Münsterplattform von Bern gemacht. Er umfasst spätgotische Steinskulpturen, die 1528 im Bildersturm zerstört worden sind. Die geborgenen Fragmente befinden sich heute im Bernischen Historischen Museum in Bern.

## Fundort: Berner Münsterplattform
Die Berner Münsterplattform ist eine im 14. Jahrhundert angelegte, über 30 Meter hohe Terrasse. Sie liegt zwischen dem Berner Münster und der Aare und diente ursprünglich als Friedhof. Ab 1479 erfolgte eine Erweiterung, zu der viel Schüttmaterial benötigt wurde. Als 1528 der Berner Rat im Zuge der Reformation die Beseitigung der Bilder beschloss, entschied er, dass die steinernen Götzen in der Schütte des Kirchhofs entsorgt werden sollten.
Im Februar 1986 begannen Sanierungsarbeiten am Stützmauerwerk der Südwestecke der Münsterplattform. Als der dazu ausgehobene Schacht eine Tiefe von 14 Metern erreichte, stieß der Archäologische Dienst des Kantons Bern auf etwa 550 Skulpturenfragmente.

## Die Skulpturen
Der Fund umfasst Skulpturen der Zeit um 1400 bis an die Reformationszeit der 1520er Jahre. Obschon alle Figuren Spuren der Zerstörung aufweisen und nur als Fragmente überliefert sind, stellen sie für die Kunstgeschichte wichtige Referenzwerke dar. Wo die Oberflächen unbeschädigt geblieben sind, wurden diese durch die Lagerung im Boden hervorragend konserviert und weisen zum Teil Reste der originalen Polychromie auf.
Als Meisterwerke spätgotischer Plastik verdienen Beachtung:
1. Pietà des Weichen Stils einer Prager Werkstatt, um 1400/1410
2. Der Heilige Georg als Drachentöter, um 1430
3. Köpfe von vier Heiligenfiguren, wohl Albrecht von Nürnberg, um 1510/20, ein Bischof, Johannes der Evangelist, Apostel Petrus (?) und der Heilige Antonius der Eremit

Ein grösserer Bestand aus dem Skulpturenfund stammt vom Münsterwerkmeister Erhart Küng, u. a. der durch Heinrich IV. von Bubenberg gestiftete Kruzifixus und der Erzengel Michael des Niklaus von Scharnachtal.
Mit dem Skulpturenfund wurde nicht allein die Radikalität deutlich, mit der sich der Glaubenswandel vollzog, sondern auch die bis dahin noch unbekannte kunsthistorische Bedeutung von Bern als Wirkungsstätte auswärtiger Künstler im späten 15. Jahrhundert.

## Ausstellung
Der Fund ist seit 1999 im Historischen Museum Bern ausgestellt und stand 2000 im Mittelpunkt der Ausstellung Bildersturm. Wahnsinn oder Gottes Wille? in Bern und in Straßburg.